# 신부님 신부님 우리 신부님 (라디오 프로그램)
신부님 신부님 우리 신부님(이하 신신우신)은 대한민국의 라디오 채널 Cpbc FM에서 월요일 ~ 토요일 낮 12시 30분부터 오후 2시까지 방송되는 대중음악, 연예오락 전문 라디오 프로그램이다.

## 역사
1990년 4월 15일 cpbc FM 개국과 함께 첫방송되었으며, 원래는 밤 시간대에 방송됐으나, 2019년 6월 3일부터 낮 12시 30분으로 시간대가 변경되었으며, 2019년 6월 3일부터 2019년 11월 30일까지 부산cpbc에서는 자체 프로그램으로 인해 청취할 수 없었으나, 2019년 12월 2일에 다시 전국방송으로 확대되었다.

## 프로그램 소개
1990년 4월 15일 cpbc FM이 최초로 개국한 이래 오랫동안 방송중인 최장수 라디오 프로그램이며, 프로그램 제목에 걸맞게 성당의 신부만이 역대로 DJ를 거친 프로그램이다. 29년 동안 밤 시간대에 방송되었다가, 2019년 6월 3일부터 낮 12시 30분으로 시간대가 변경되었다.

## 역대 방송시간
| 방송 채널 | 방송 기간                           | 방송 시간                      |
| --------- | ----------------------------------- | ------------------------------ |
| cpbc FM   | 1990년 4월 15일 ~ 2001년 10월 21일  | 매일 밤 10:05 ~ 밤 12:00       |
| cpbc FM   | 2001년 10월 22일 ~ 2002년 10월 20일 | 매일 밤 11:00 ~ 새벽 1:00      |
| cpbc FM   | 2002년 10월 21일 ~ 2007년 10월 21일 | 매일 밤 10:00 ~ 밤 12:00       |
| cpbc FM   | 2007년 10월 22일 ~ 2009년 4월 11일  | 월~토요일 밤 10:00 ~ 밤 12:00  |
| cpbc FM   | 2009년 4월 13일 ~ 2012년 4월 22일   | 매일 밤 10:00 ~ 밤 11:00       |
| cpbc FM   | 2012년 4월 23일 ~ 2013년 10월 19일  | 월~토요일 밤 10:15 ~ 밤 12:00  |
| cpbc FM   | 2013년 10월 21일 ~ 2018년 12월 1일  | 월~토요일 밤 10:10 ~ 밤 12:00  |
| cpbc FM   | 2018년 12월 3일 ~ 2019년 6월 1일    | 월~토요일 밤 10:05 ~ 밤 12:00  |
| cpbc FM   | 2019년 6월 3일 ~ 현재               | 월~토요일 낮 12:30 ~ 오후 2:00 |

## 코너
- 전국동네퀴즈